# 布鲁克-瓦森
布鲁克-瓦森是奥地利上奥地利州格里斯基尔兴县的一个市镇。总面积28.4平方公里，总人口2315人，人口密度81.5人/平方公里（2005年）。